# Молоток

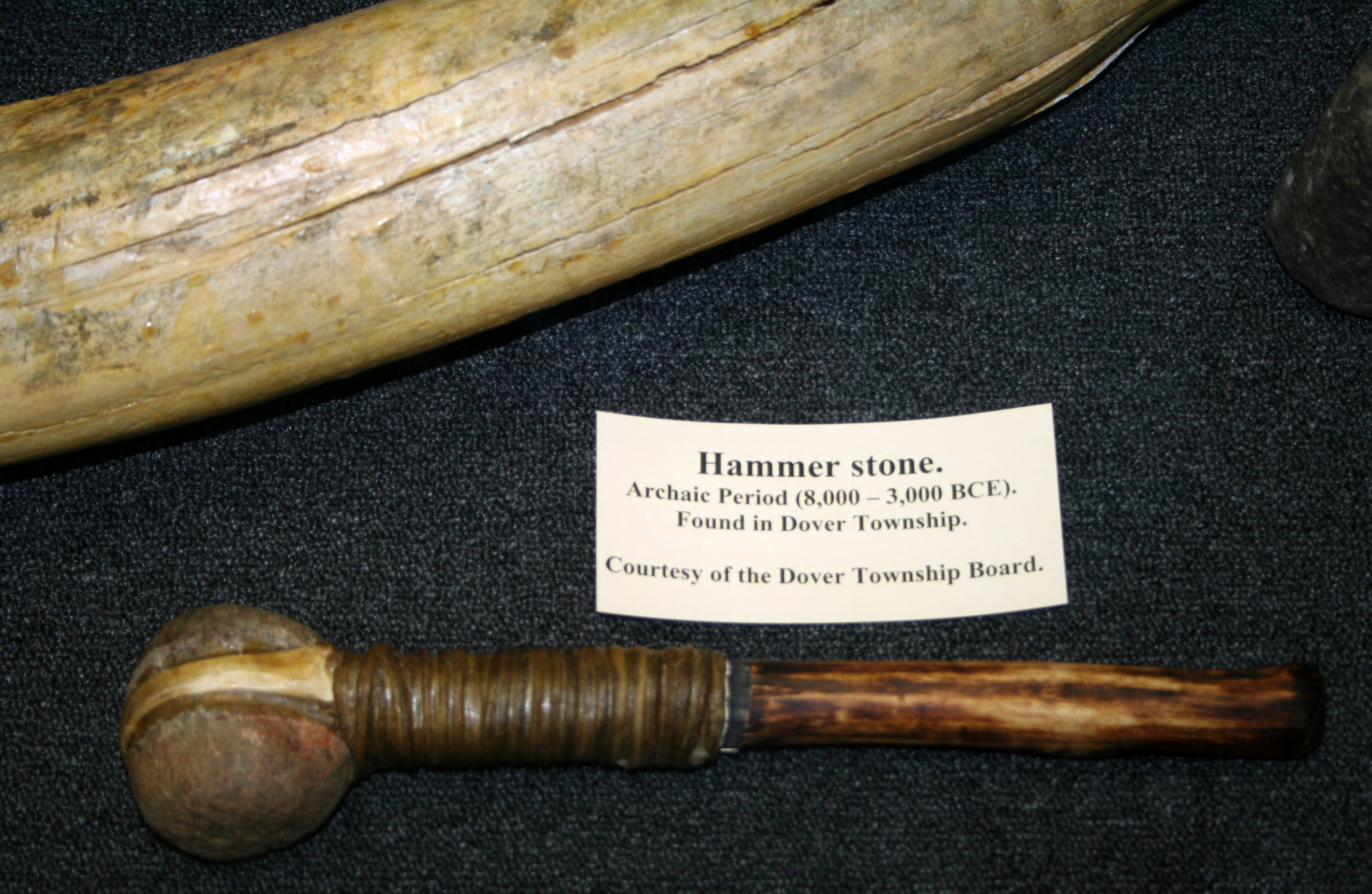
Первобытный каменный молоток

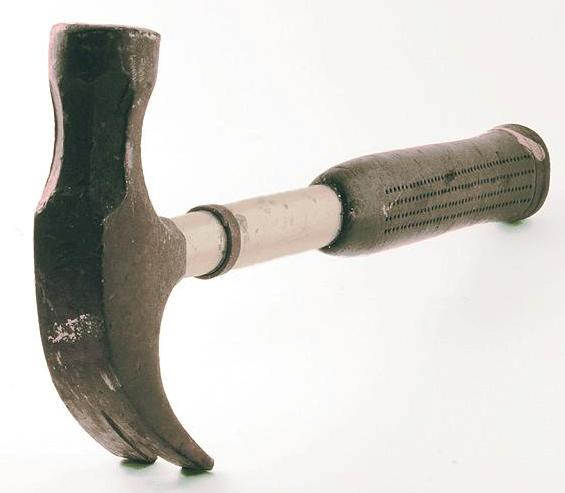
Столярный молоток-гвоздодёр

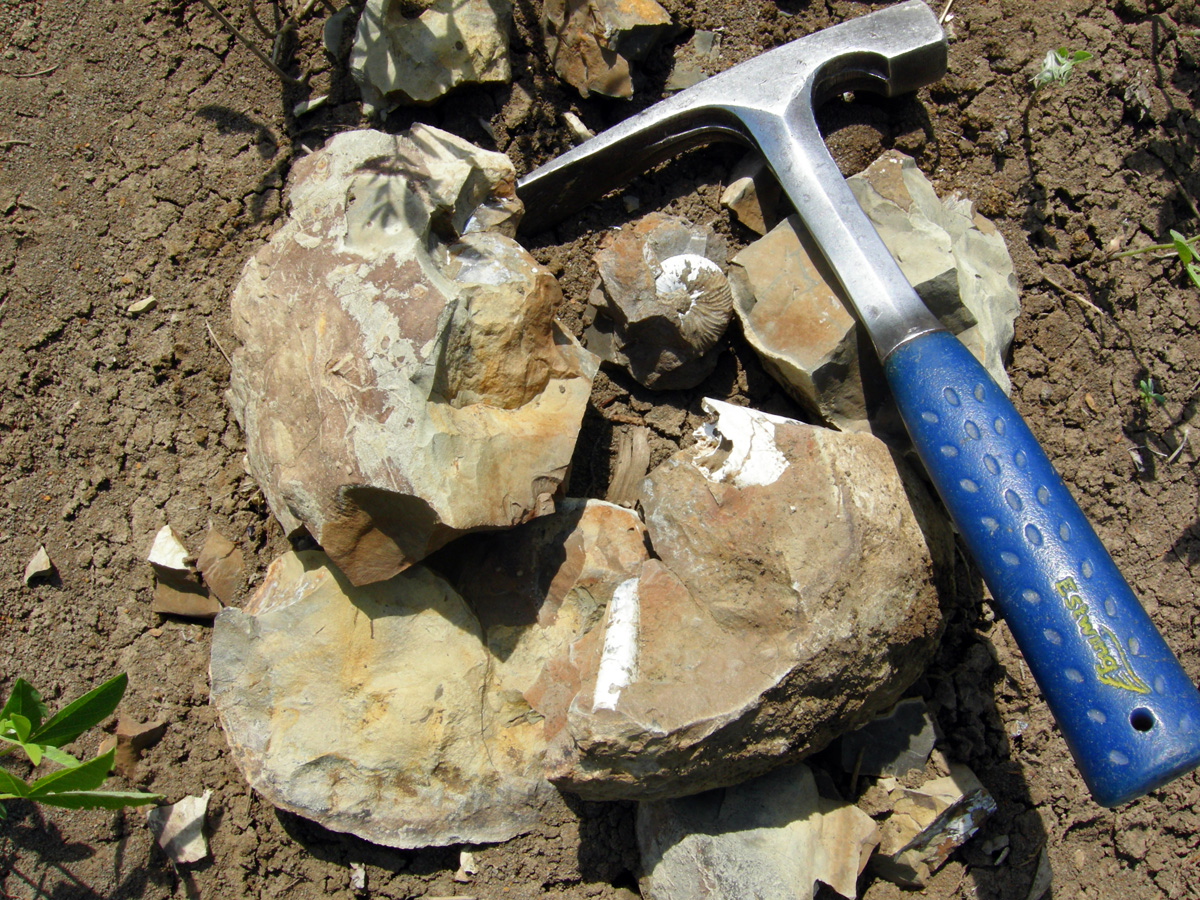
Геологический молоток

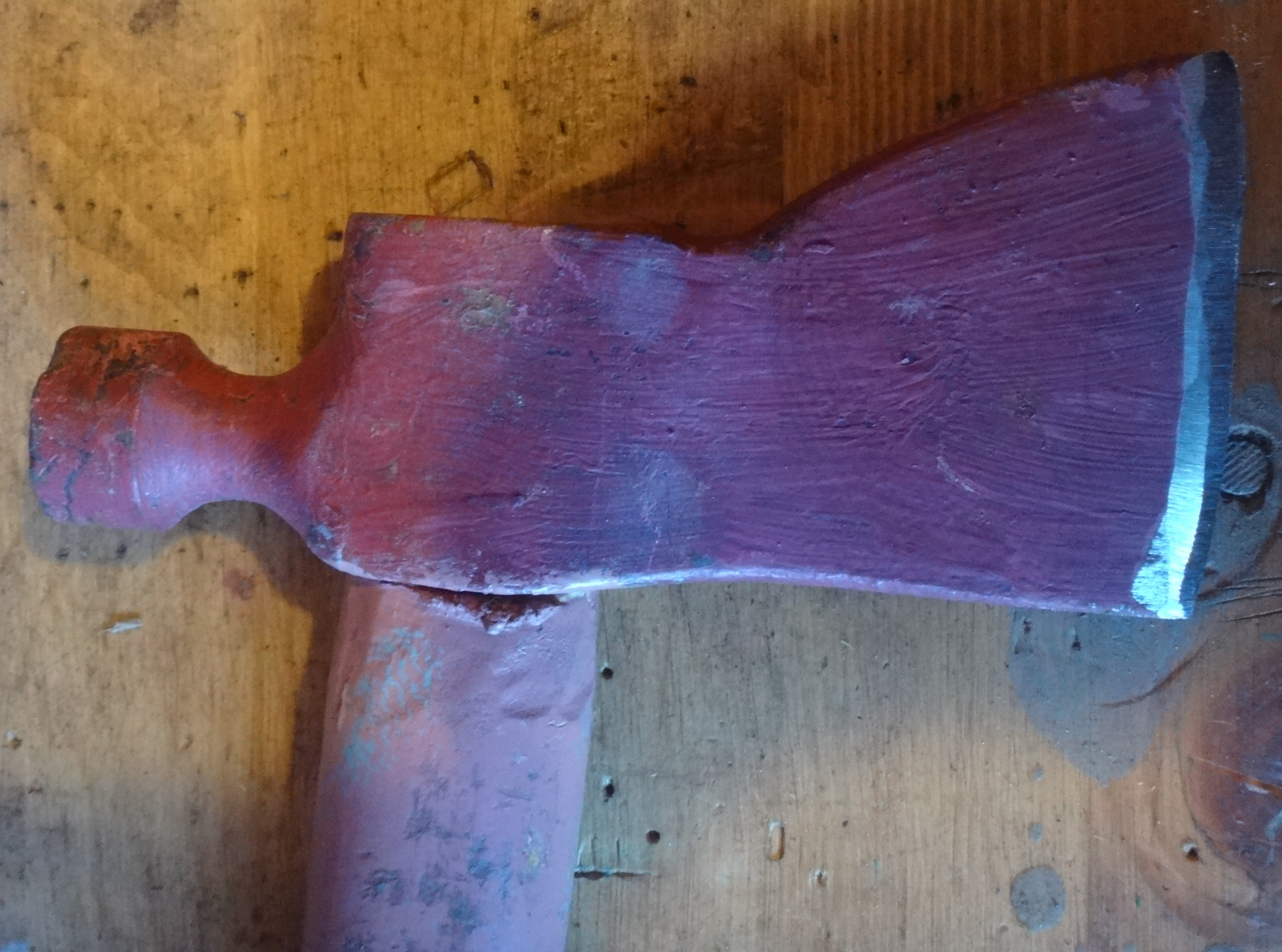
Топор-молоток

Молото́к — ударный ручной инструмент, применяемый для забивания гвоздей, разбивания предметов и других работ. В основном изготавливается из стали. Молоток — один из древнейших инструментов, используемых разумным человеком.
В настоящее время существует множество разновидностей молотков, применяемых в самых разных областях деятельности.
Различные виды молотков применяют плотники, столяры, слесари, сапожники, электрики, строители, скульпторы, геологи и многие другие рабочие и специалисты. Также молоток является незаменимым предметом в домашнем наборе инструментов. В кулинарии также используются деревянные и металлические молотки (например, для отбивания мяса). Специальные виды молотков применяются в медицине.
Основной частью молотка является компактная масса из сплошного материала, обычно металла, которая может использоваться для удара по чему-либо и при этом значительно не деформироваться. Для удобства исполнения ударов и для большего размаха ударная часть молотка насаживается на ручку, которая, как правило, изготовляется из дерева, пластмассы, или металла. В нижней части рукояти иногда проделывается отверстие, предназначенное для крепления темляка или для подвешивания инструмента на стену. Металлическая ручка обычно покрывается резиной, пластмассой или их сочетанием. В качестве материала деревянной ручки молотка наиболее часто применяется берёза, реже бук, клён, граб или другие подходящие породы дерева. Сосна и дуб в качестве материала для ручки обычно не используются, так как сосна является непрочным материалом, способным привести к соскакиванию молотка с рукояти и возникновению травмы, а дуб имеет чрезмерную твёрдость, вызывающую повышенный дискомфорт при работе с инструментом. Дерево, применяемое для рукояти, должно быть предварительно высушено. После насаживания молотка на рукоять, для лучшего крепления, в верхнюю часть рукояти вгоняется клин из металла или из дерева.
Слесарный молоток имеет два разных бойка — один массивный, круглого или квадратного сечения, со слегка выпуклой ударной поверхностью, другой сужающийся. Такая форма молотка обусловлена смещением центра тяжести ближе к широкому бойку, для повышения силы удара. Массивный боёк молотка предназначен для забивания гвоздей, расплющивания заклёпок, деформирования металла и других целей. Сужающийся боёк служит для работы в узких местах, например, для прибивания штапиков оконной рамы, также может использоваться для колки кирпича, отбивки кос и т. п. Слесарные молотки, произведённые в СССР, обычно имеют клеймо в верхней части, указывающее вес в граммах.
Столярный молоток имеет раздвоенный выступ-зубец, что удобно для выдёргивания гвоздей. В камнетёсной работе при обделке углов и кромок долотом, по нему бьют инструментом, подобным молотку — киянкой, сделанной из дерева и имеющей бойки с обеих сторон. Иногда, чтобы не повредить деталь, используют молотки, у которых ударная часть изготовлена из мягкого материала (резины, меди, свинца).
Для работы в невесомости используется безреактивный молоток — молоток, не отскакивающий при ударе. Его пустотелый боёк заполнен тяжелой металлической дробью.
Молотки, применяемые для чеканки, имеют круглый или квадратный боек, поверхность бойка — плоская. Носок молотка делают шарообразным, различного диаметра.
Геологический молоток используется в геологоразведке для отбивания и раскалывания минералов, с целью их изучения и взятия образцов. Также, геологическими молотками пользуются палеонтологи и старатели.
Для разных видов работ употребляются молотки разнообразной формы и размера. Типы молотков, их размеры и масса определены ГОСТ 11042-90.

## В искусстве
В произведении Стивена Кинга «Рита Хейуорт и спасение из Шоушенка» упоминается геологический молоток, при помощи которого одному из главных героев удалось, в течение многих лет, незаметно проделать отверстие в стене тюремной камеры и выбраться на свободу. По повести в 1994 году был поставлен фильм «Побег из Шоушенка».